# Італійська ліга (1454)
Італійська ліга (італ. Lega Italica), Тристороння ліга (італ. Lega Tripartita) або Найсвятіша ліга — коаліція держав, створена міжнародною угодою, укладеною 30 серпня 1454 року у Венеції між трьома найпотужнішими державами Північної Італії — Венеційською республікою, Міланським герцогством та Флорентійською республікою, а також державами Центральної та Південної Італії — Папською областю і Неаполітанським королівством. Ліга була утворена чере кілька місяців після укладання Лодійського миру. Наступні сорок років в Італії були відзначені миром та економічною експансією, заснованою на цьому балансі сил. Занепад Ліги спричинив довгострокові Італійські війни.

## Передумови
У першій половині XV століття найбільші італійські держави консолідували свої території за рахунок підпорядкування сусідів. Савойське герцогство розширилось до Лігурійського узбережжя, Венеційська республіка активно розширювала свої володіння у Північній Італії (Тераферма), Міланське герцогство розширювався на південь (і навіть після розколу держави після смерті Джан Галеаццо Вісконті зберігло контроль над основною частиною Ломбардії), Флорентійська республіка підпорядкували собі більшу частину Тоскани, а Папська держава розпочала експансію в Центральній Італії, яка триватиме і в наступному столітті, тоді як арагонський король Сицилії Альфонсо V підкорив собі сусіднє Неаполітанське королівство.
Урочисто проголошена 2 березня 1455 року з приєднанням папи Миколая V (1447—1455), короля Альфонсо та інших малих держав до Ліги (за винятком Ріміні Малатести, за наполяганням Альфонсо), вона встановила угоду про взаємну оборону та 25-річне перемир'я між італійськими державами, забороняючи окремі альянси та угоди, поки взяття на себе зобов'язання щодо дотримання встановлених меж. Інші італійські держави визнали кондотьєра Франческо Сфорца як законного наступника останнього з міланських Вісконті, після того, як він одружився на єдиній доньці Філіппо Марії Вісконті. Відносний мир і стабільність, створені угодою в Лоді та Лігою, сприяли Сфорца, дозволили йому консолідувати своє панування над Міланом. Покласти край традиційному суперництву між Флоренцією Медічі та Міланом Сфорц стало найважливішим зовнішньополітичним рішенням Козімо Медічі.

## Наслідки

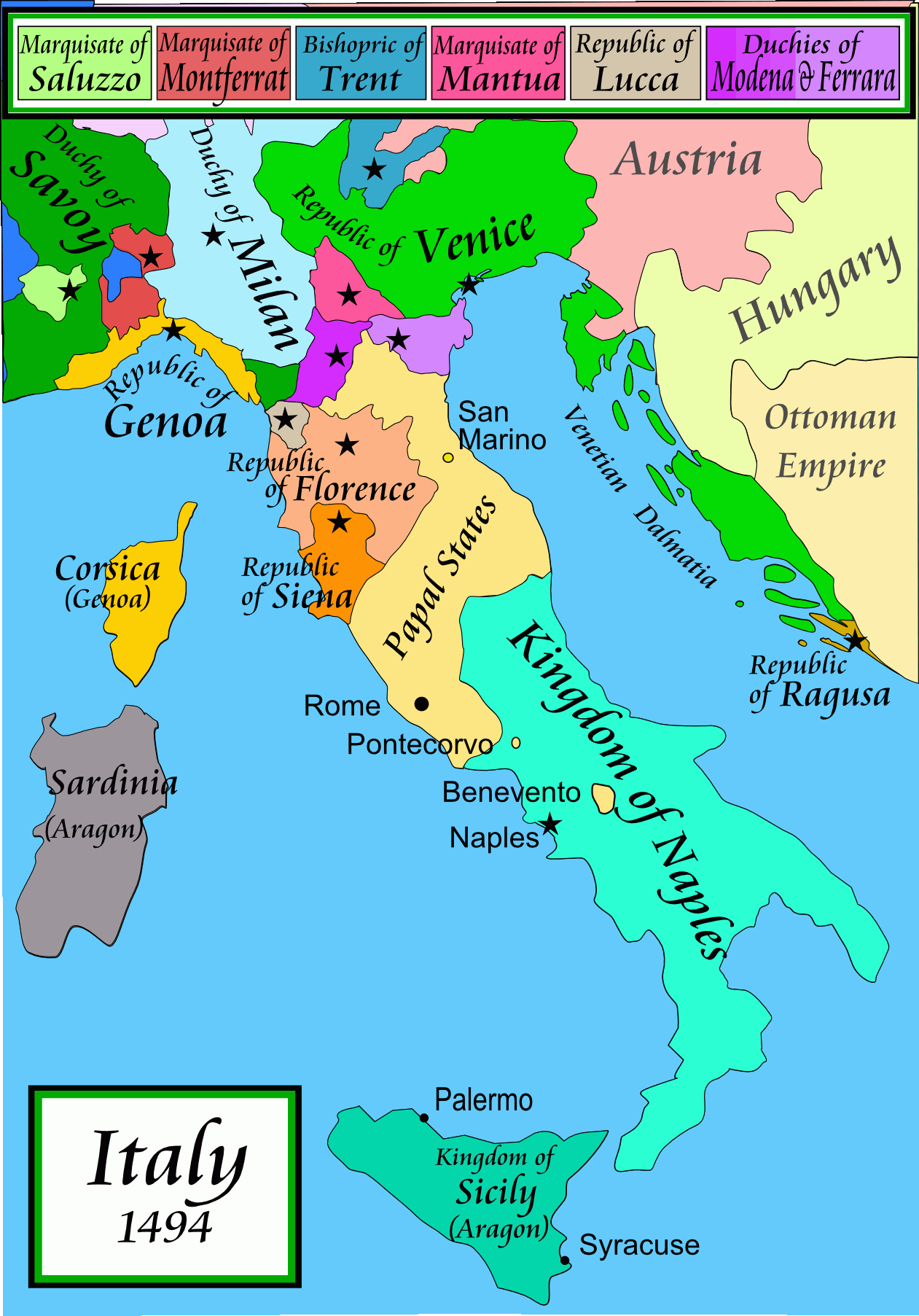
Країни Італії в 1494 році

Ліга стала послідовним розвитком ідей, закладених в умовах Лодійського миру, який народився з усвідомлення того, що жодна з регіональних італійських держав, незважаючи на тривалі й кровопролитні війни за попередні сто років, не була в змозі взяти на себе гегемонію на півночі, не кажучи вже про весь півострів. Таким чином, Ліга забезпечила розрядку, засновану на взаємній підозрі та страху перед Францією, а не на співпраці, що могло б призвести до формування ширшої єдиної держави.
Італійська ліга відіграла важливу роль у балансі сил, який згодом підтримував флорентійський правитель Лоренцо Медічі (1449—1492). Його єдиними порушеннями були змова Пацці, змова Баронів і Соляна війна. Ліга забезпечила достатньо стабільності, щоб дозволити економіці півострова оговтатися від втрати населення та економічної депресії, спричинених пандемією чуми (Чорна смерть) у середині XIV ст. та її наслідками, що призвело до економічного зростання, яке тривало з середини XV до першої половини XVII століття. Ліга також призвела да створення перших постійних посольств серед держав італійського півострова, початкова мета яких була здійснення на місці контролю за дотриманням умов про заборону учасникам Ліги надавати прихисток дисидентам, що втікли з інших країн-учасників. В 1490 році Ермолао Барбаро, посол Serenìsima в Бургундії та Мілані видав у Венеції працю De Officio Legati, вірогідно перший європейський трактат про посольства.
Смерть Лоренцо Медічі в 1492 році ознаменувала занепад Ліги. Лоренцо був одним із найбільших прихильників Ліги і головним підтримувачем і відкрито визнавав перевагу підтримки балансу між п'ятьма найбільшими силами Італії перед спробами перемогти за рахунок один одного. Хоча Ліга не змогла запобігти вторгненню Франції в 1494 році, яке поклало початок Італійським війнам,  її скорочений (на Мілан і Флоренцію) аналог Венеційська ліга створила армію, яка відбила армію Карла VIII після пограбування ним Неаполя. Армія Венеційської ліги вступила в бій з французами в Форново і зберегла контроль над полем битви, але не змогла перешкодити впорядкованому відступу французів. Однак союз учасника колишньої Італійської ліги Венеції з Францією та Іспанією у нападі на Мілан та Неаполь в наступній Італійській війні 1499—1504 років, став остаточним підтвердженням, що Ліга більше не існувала.
В результаті розрядки, на відміну від Франції, Іспанії та Англії, Італія не об'єдналася в єдину монархію в середні віки, і, отже, залишилася вразливою для вторгнення з боку могутніших сусідів. Причинами цього вважаються кілька факторів; Франческо Гвіччардіні звинувачував партикуляризм, наприклад, у той час як Нікколо Макіавеллі вважав, що це є результатом морального та громадянського занепаду інституцій і моралі та папської політики, протягом століть прагнув уникнути формування єдиної Італії. Слід, однак, мати на увазі, що велика робота Макіавеллі «Державець» була відображенням політичної рівноваги, яка стала результатом існування Ліги.